# Waferpinzette
Waferpinzetten sind spezielle Pinzetten (ein Greifhilfswerkzeug) für die Handhabung von empfindlichen Halbleiter-Wafern ohne übermäßige Berührung. Allgemein gesehen gibt es zwei unterschiedliche Typen von Waferpinzetten: mechanische Pinzetten und Vakuumpinzetten.

## Mechanische Pinzetten

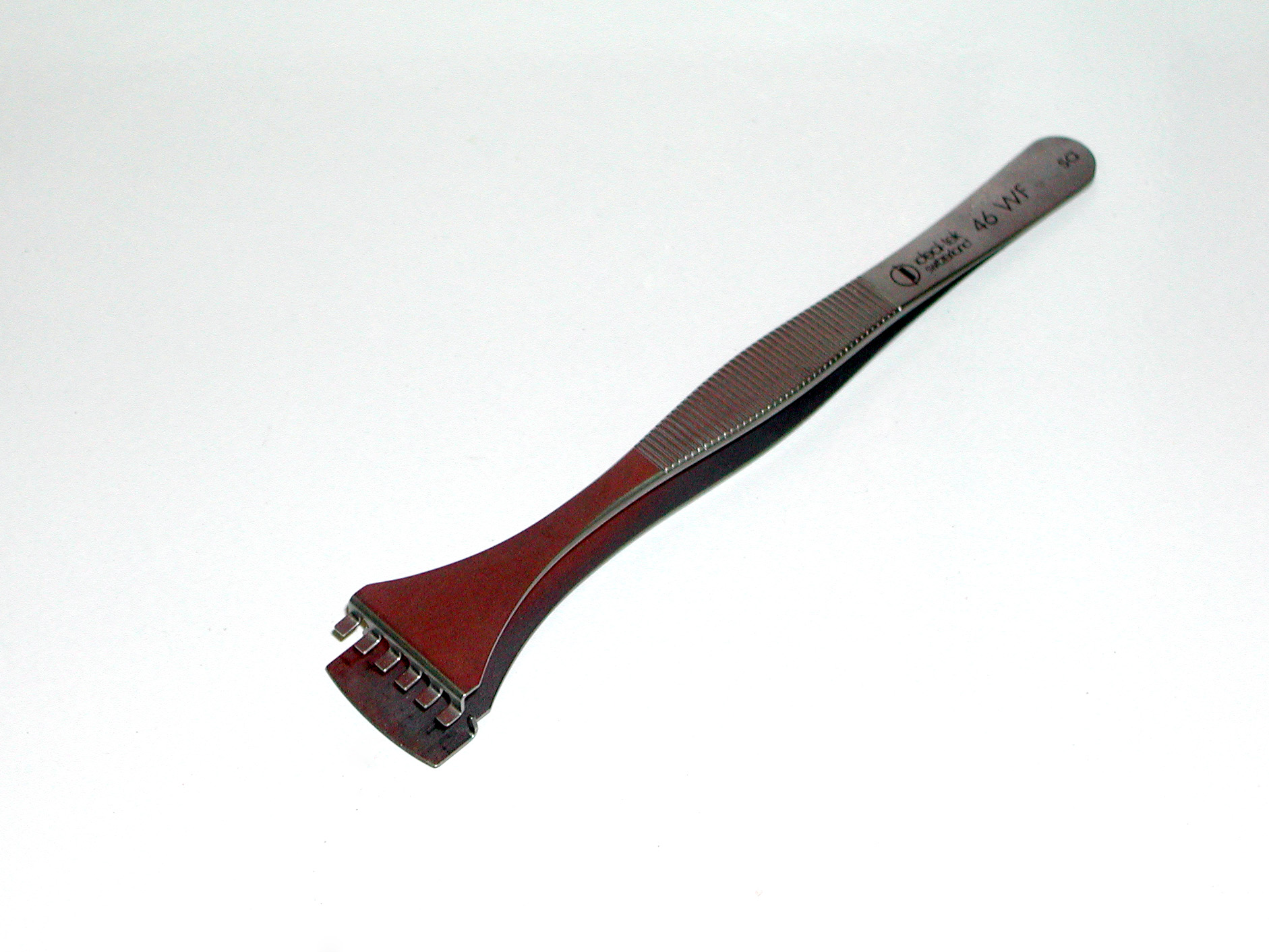
Mechanische Waferpinzette aus Metall

Die mechanischen Pinzetten entsprechen weitgehend alltagsüblichen Pinzetten, bei denen zwei Greifarme durch leichten Druck aufeinander zubewegt werden. Sie besitzen jedoch eine besonders breite „Spitze“ von 1 bis 2 Zentimetern, um die relativ großen Wafer mit Durchmessern von 5 bis 30 Zentimetern Durchmesser zu greifen.
Als Material für die glatte Greiffläche kommt allgemein Kunststoff (häufig Polyester) zum Einsatz. Pinzetten mit Greifflächen aus härterem Material wie Metall oder Keramiken und ggf. mit Festhalterillen sind für die Handhabung von Wafern weniger geeignet, da sie Waferoberflächen und die darauf befindlichen nanometergroßen Strukturen beschädigen können. Zudem können sie Partikel erzeugen, die in der Halbleitertechnik allgemein vermieden werden sollen, da sie die Ausbeute der Produktion reduzieren.

## Vakuumpinzetten

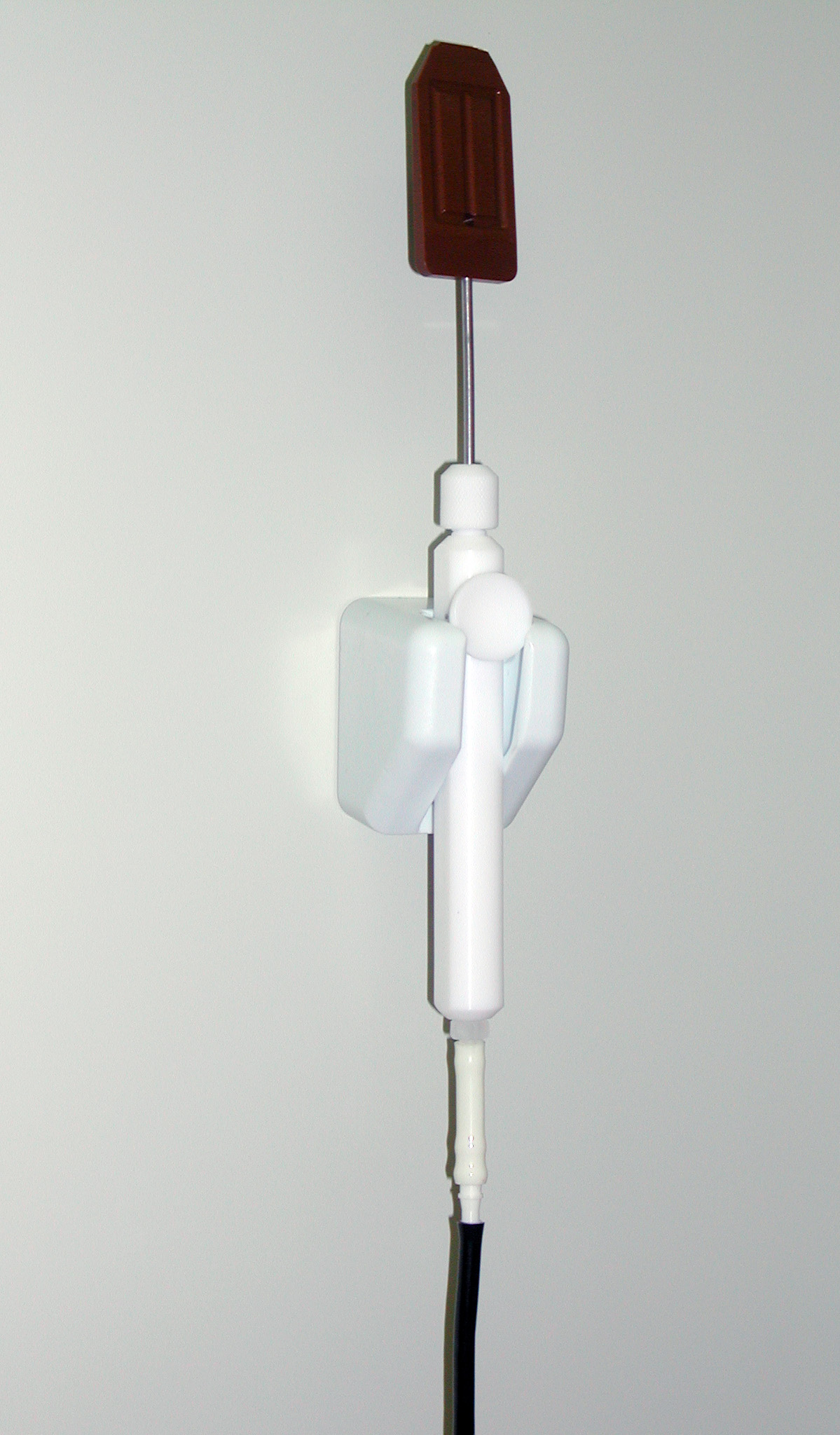
Vakuumwaferpinzette für den stationären Betrieb

Vakuumpinzetten funktionieren nach dem Ansaugprinzip. Zum Greifen eines Wafers wird ein flacher Pinzetten-Einsatz an die nicht mit Schaltkreisen bestückte Rückseite des Wafers geführt. Der Pinzetten-Einsatz ist mit einer Vakuum-Düse ausgestattet und der Wafer wird über den durch die Vakuum-Ansaugung erzeugten Unterdruck an den Einsatz herangezogen.
Wie bei den manuellen Pinzetten sind die Pinzetten-Einsätze von Vakuumpinzetten aus Kunststoff gefertigt, beispielsweise aus ESD-PEEK. Die Größe der Einsätze richtet sich nach der Größe des zu befördernden Wafers. Vakuum-Waferprinzetten gibt es sowohl in einer stationären Ausführung, bei der die Pinzette beispielsweise an ein Laborvakuum angeschlossen ist, als auch in einer mobilen akkubetriebenen Variante, die in der Regel etwas größer als eine handelsübliche elektrische Zahnbürste ist.